# Esmeralda
Esmeralda là một chi thực vật có hoa thuộc họ orchid, Orchidaceae.

## Hình ảnh

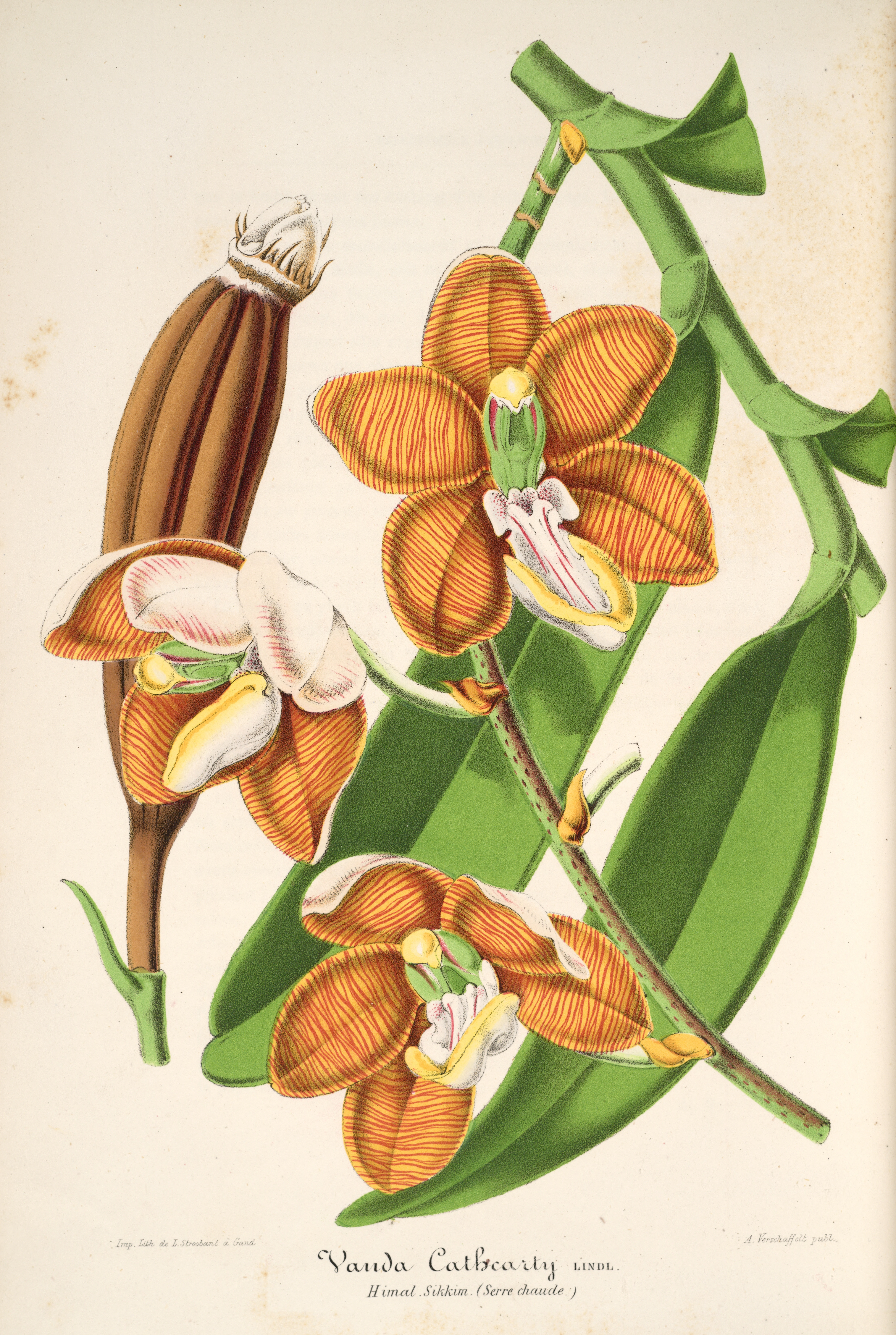